# Robert von der Goltz (homme politique)
Pour les articles homonymes, voir Goltz.
Robert von der Goltz (né le 16 décembre 1811 à Goldberg-en-Silésie et mort le 11 décembre 1855 à Cologne) est un juge prussien, officier et député dans le royaume de Prusse.

## Biographie
Goltz est le fils de Carl Christian von der Goltz, propriétaire d'un manoir. Vers 1832, il étudie le droit à l'Université rhénane Frédéric-Guillaume de Bonn. En 1832, il devient membre de la Burschenschaft Alte Marcomannia Bonn. Il est ensuite officier de l'armée prussienne jusqu'en 1843. De 1843 à 1852, il est assesseur au tribunal de grande instance de Brieg (de). De 1843 à 1849, il fut également maire de Brieg. 
En mai 1849, Goltz est membre et secrétaire de l'assemblée générale de l'association centrale de Mars à Francfort-sur-le-Main. En raison de cette activité, sa licence d'officier est révoquée et sa réélection comme maire de Brieg n'est pas reconnue. Au parlement de Francfort, il représente la 17e circonscription de Silésie (Brieg) et y est député du mai 1848 au 30 mai 1849. Pendant ce temps, il est secrétaire du Parlement (notamment le 17 mai 1848). Il siège aux deux comités des pétitions et des affaires ecclésiastiques et scolaires. Il vote pour l'élection de Frédéric-Guillaume IV comme empereur allemand.
À partir de 1852, il vit à Cologne.